# Cathédrale du Saint-Nom-de-Jésus de Bragance
L’ancienne cathédrale du Saint-Nom-de-Jésus est un édifice religieux catholique, sis au cœur de la ville de Bragance, au Portugal.  Construite au XVIe siècle pour un couvent de Clarisses, mais peu après église du collège des Jésuites, l’église est érigée en cathédrale en 1764 lorsque le diocèse de Bragance fut créé. 
Remplacée en 2001 par une nouvelle cathédrale (la cathédrale de Notre-Dame-Reine), l’église du Saint-Nom-de-Jésus est aujourd’hui simplement paroissiale.    

## Histoire
L'église est construite au XVIe siècle pour un couvent de religieuses clarisses fondé en 1535 sur un terrain appartenant au monastère bénédictin de Castro de Avelãs. Par manque de religieuses, le couvent est fermé et confié aux jésuites qui, après avoir rénové et agrandi les bâtiments, y ouvrent un collège en 1561. C’est alors que l’église est dédiée au Saint Nom de Jésus. 
Avec l'expulsion des Jésuites du Portugal (1759), l’église passe dans le domaine royal. Mais lorsque le siège du diocèse de Miranda do Douro est transféré à Bragance (1764), elle est choisie pour en être la cathédrale  Peu après (1766) le diocèse ouvre son séminaire dans les bâtiments du collège.  
Plusieurs fois rénovée et agrandie – le clocher est surélevé en 1930 pour y recevoir une horloge – elle est cependant considérée comme trop petite pour la ville en expansion à la fin du XXe siècle. Il est décidé de construire une toute nouvelle cathédrale. Les travaux ont lieu de 1997 et 1999. Inaugurée en 2001, la nouvelle cathédrale est dédiée à Notre Dame Reine.
L’ancienne cathédrale du saint-Nom-de-Jésus devient église paroissiale.

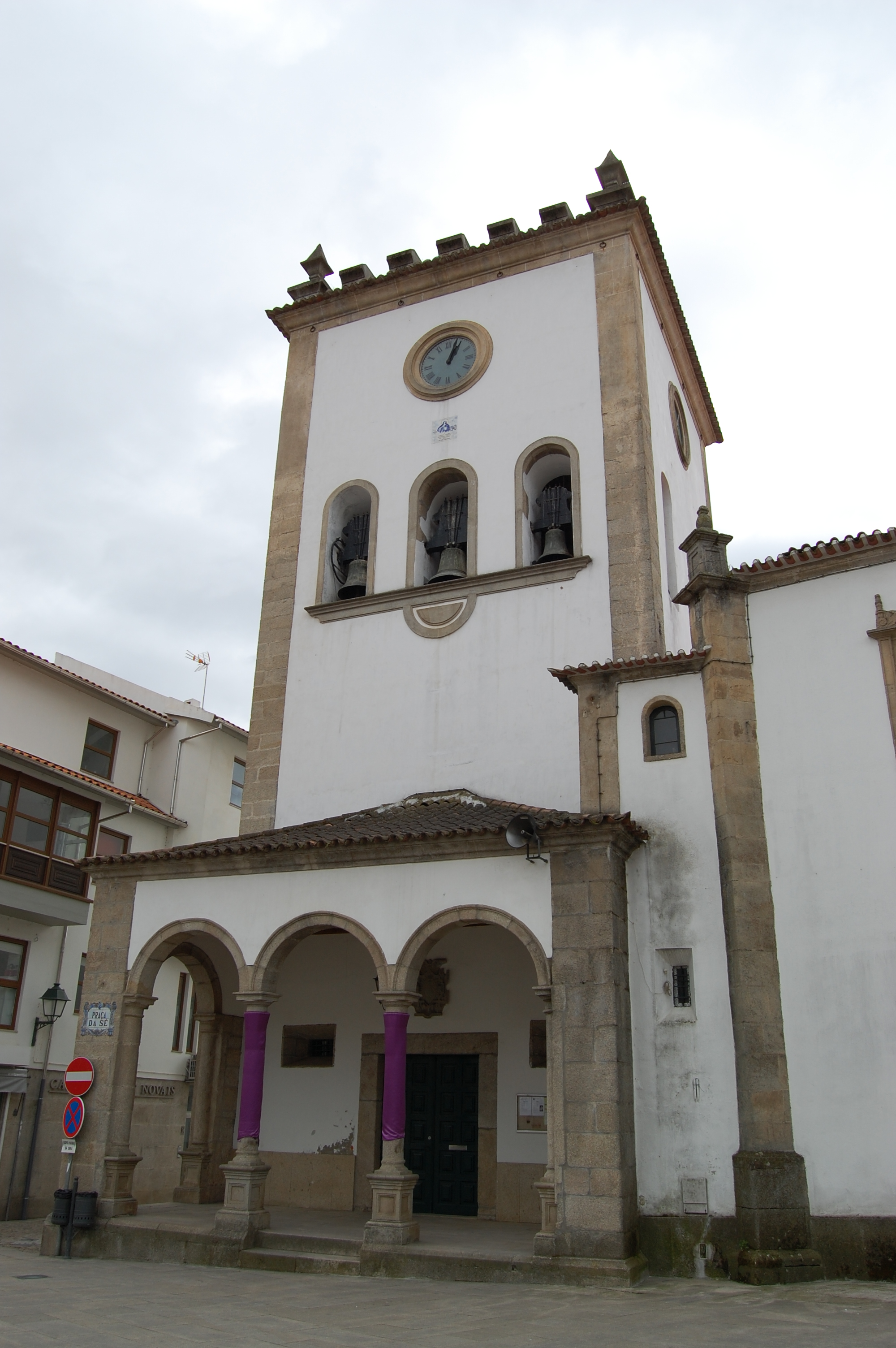
L'entrée de la cathédrale se trouve sur le côté de la tour-clocher

## Description

### Extérieur
Comme c’est souvent le cas pour les églises conventuelles l’entrée principale se trouve sur le côté latéral de l’église. Le portail est de style Renaissance avec des éléments baroques. Lorsque l’église fut agrandie pour les besoins pastoraux du collège jésuite une entrée secondaire fut ouverte avec arc en plein cintre. Les vitraux datent de 1749, mais d’autres sont plus anciens (1685).
La tour-clocher fut surélevée en 1930 pour que puisse y être fixée une horloge. 

### Intérieur
La nef unique reflète la préoccupation des Jésuites, au XVIIe siècle, de la rendre propice à la prédication. L’espace intérieur est structurellement resté baroque, un des meilleurs exemple de style baroque au Portugal. Quatre ans après être devenue cathédrale, en 1768, de nouvelles transformations sont faites pour l’adapter à sa nouvelle fonction épiscopale.
Le plafond est divisé en trois voutes-coffrets avec arcs er croisillons. L’autel principal est en bois doré. Une balustrade (ancien banc de communion) du XVIIIe siècle sépare le sanctuaire de la nef. Les décorations de la sacristie datent de l’époque jésuite : des peintures murales illustrent des scènes de la vie de saint Ignace de Loyola. La sacristie donne accès au cloître.

## Adresse
- Sé velha, Praça da Sé, 5300 Bragança